# لاري جوردن
لاري جوردن (بالإنجليزية: Larry Jordan)‏ هو فنان أمريكي، ولد في 1934 في دنفر في الولايات المتحدة.